# Прапор Азербайджану

Пропорції прапора

Державний прапор Азербайджану складається з трьох рівних по ширині горизонтальних смуг — блакитної, червоної та зеленої. В центрі прапора білим кольором зображений півмісяць з восьмикінцевою зіркою. Співвідношення ширини прапора до його довжини становить 1:2.
Блакитний колір символізує тюркське походження Азербайджанського народу, червоний колір відбиває курс на модернізацію суспільства і розвиток демократії, а зелений колір вказує на приналежність до ісламської цивілізації.
В основу прапора покладено прапор Азербайджанської демократичної республіки.
Дата прийняття: 5 лютого 1991 року.

## Кольорові коди
| Кольорова модель | Блакитний   | Червоний     | Зелений       |
| ---------------- | ----------- | ------------ | ------------- |
| Pantone          | 306C        | Red 032C     | 362C          |
| RGB              | 0, 181, 226 | 239, 51, 64  | 80, 158, 47   |
| CMYK             | 75, 0, 5, 0 | 0, 79, 73, 6 | 78, 0, 100, 2 |
| Hex              | #00b5e2     | #ef3340      | #509e2f       |

## Історичні прапори

### Азербайджанська демократична республіка (1918—1920)
28 травня 1918 року в Баку була проголошена незалежність Азербайджанської демократичної республіки. На одному з перших засідань парламенту були прийняті атрибути державності, зокрема і прапор. За основу першого прапора АДР був взятий прапор Османської Імперії. Це було червоне полотнище, півмісяць, і біла восьмипроменева зірка.

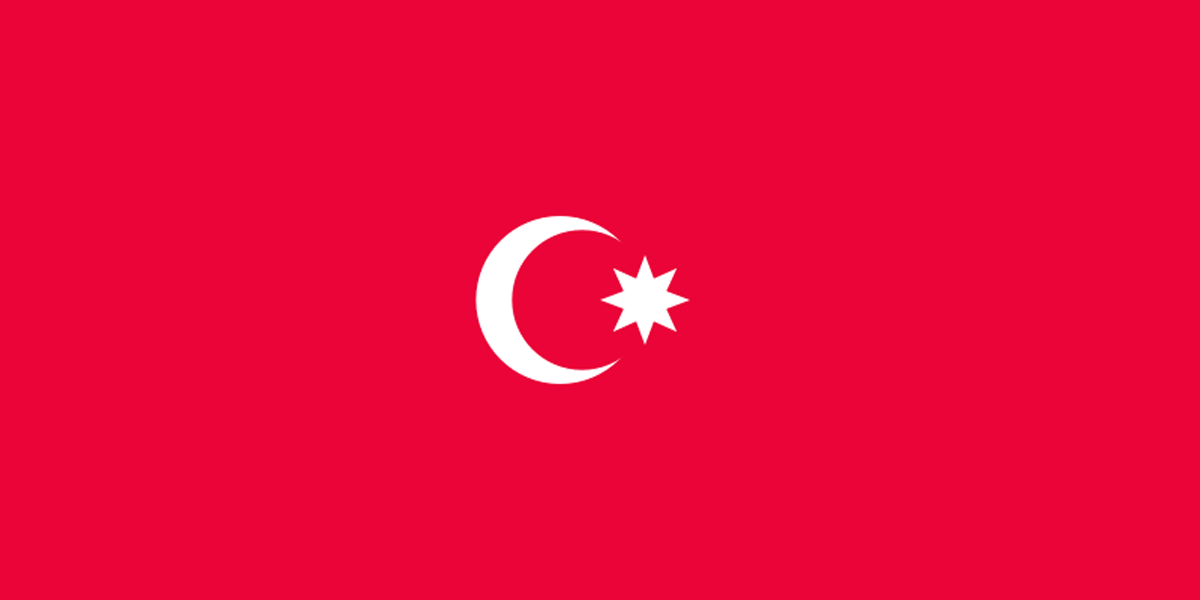
Перший прапор Азербайджанської демократичної республіки (1918)

Пізніше постало питання про зміну державного прапора АДР. Новий прапор мав показувати три ідеї: тюркізм, ісламізм та прагнення до прогресу. 9 листопада 1918 року був затверджений новий прапор Азербайджану. Він складався із трьох горизонтальних смуг: синьої, червоної та зеленої, а на червоній смузі був зображений білий півмісяць і восьмипроменева зірка. 7 грудня 1918 року азербайджанський триколор замайорів над будівлею Національної ради Азербайджану.

Прапор Азербайджанської демократичної республіки (1918—1920)

### Азербайджанська РСР (1920—1991)
28 квітня 1920 року Азербайджанський революційний комітет проголосив у Баку Азербайджанську Радянську Соціалістичну Республіку. 19 травня 1921 року був затверджений прапор АзРСР
Із основного закону АзРСР:

Прапор Азербайджанської РСР (1920-1921)
Прапор Азербайджанської РСР (1921–1922)
Прапор Азербайджанської РСР (1924-1927)
Прапор Азербайджанської РСР (1927-1931)
Прапор Азербайджанської РСР (1931-1937)
Прапор Азербайджанської РСР (1937-1940)
Прапор Азербайджанської РСР (1940-1952)

Торговий, морський та воєнний прапор АзРСР складається із полотнища чевоного (пурпурового) кольору, у лівому куті якого, біля держака нагорі на зеленому фоні розміщені золоті літери «А. С. С. Р.», або напис «Азербайджанская Социалистическая Советская Республика»
У 1925 році були внесені зміни до основного закону АРСР
Державний прапор АРСР складається із полотнища червоного (пурпурового) кольору, з відношенням довжини до ширини як 1:2, у лівому верхньому куті якого біля держака знаходяться золоті серп і молот, радіусом в 1/6 ширини прапора. Над ними зображені золотий півмісяць, повернений кінцями праворуч, з червоною п'ятипроменевою зіркою, обрамленою золотою облямівкою. Діаметр півмісяця становить 1/10 ширини прапора. Праворуч серпа і молота знаходиться напис новою і старою тюркською абеткою: А.S.З.C. і .أ.ﺱ.ﺵ.ﺝ.

Прапор АРСР 1952—1991

У 1957 році затвердили новий прапор АРСР.

### Азербайджанська республіка (1991-)
Наприкінці 1980-х років триколірний прапор АДР став використовуватися в ході масових акцій зароджується національного руху. Влітку 1991 року прапор замайорів на фасаді будівлі Верховної Ради Азербайджанської РСР, а в музеї Леніна під портретом Расулзаде була написана його відомий вислів — «Одного разу піднятий прапор більше не опуститься!».
17 листопада 1990 на 1-й сесії Верховної меджлісу Нахічеванської Автономної Республіки прапор АДР, правонаступницею якої є сучасна Азербайджанська Республіка, був прийнятий як прапор автономії. 29 листопада 1990 був виданий указ «Про зміну назви та державного прапора Азербайджанської РСР», прийнятий 5 лютого 1991 Міллі Меджлісом республіки. 12 листопада 1995 на загальнонаціональному референдумі була прийнята перша Конституція незалежної Азербайджану, в одній зі статей якої було дано опис триколірного прапора республіки.
13 березня 1998 було видано розпорядження президента республіки «Про посилення роботи з дослідження державних атрибутів Азербайджанської Республіки». У документі вказується, що «виховання наших громадян, зокрема нашої молоді, в дусі глибокої шанування державних атрибутів безпосередньо служить справі зміцнення духу патріотизму у суспільстві».
А указ президента «Про правила використання Державного прапора Азербайджанської Республіки» від 8 червня 2004 регламентує форми і випадки застосування прапора. 7 лютого 2006 року вийшов указ президента «Про створення при Президентові Азербайджанської Республіки Геральдичного Ради».
17 листопада 2007 було видано розпорядження президента «Про створення площі Прапора у столиці Азербайджанської Республіки — Баку». Відповідно до цього документа на Баїлівському мисі була закладена площа в 20 тис. М², де були розпочаті роботи по встановленню прапора шириною 60 м, довжиною 75 м і вагою 350 кг на майвилні висотою 162 м, а також було розпочато будівництво Музею прапора. 1 вересня 2010 прапор був урочисто піднятий на заплановану висоту.
15 вересня 2008 був виданий указ президента «Про штандарті Президента Азербайджанської Республіки», яким була затверджена форма штандарта з використанням кольорів державного прапора. 17 листопада 2009 вийшов указ президента «Про заснування дня Державного прапора Азербайджанської Республіки». Відповідно до указу щороку 9 листопада відзначається День державного прапора. Положення указу свідчать про значення триколірного прапора для азербайджанського народу: «Як пам'ять Азербайджанської Демократичної Республіки цей прапор демонструє нашу вірність ідеям свободи, національних цінностей і загальносвітовим ідеалам».